# Извини ме (песен)
Извини ме е песен – сингъл на българския рап изпълнител и музикален продуцент Худини (Hoodini) и бургаския рапър F.O. от албума Худинизъм (2014). Видеото към песента завършва на #10 в годишната класация Топ 20 на Vbox7.com за най-гледани музикални клипове за 2012 г. Песента се издава и разпространява от музикална компания Hood'G'Fam Entertainment на digital download.

## Автори и екип
- Текст – Стоян Иванов, Михаил Митев
- Музика – Стоян 'Hoodini' Иванов
- Аранжимент – Стоян 'Hoodini' Иванов
- Микс – Петко Иванов
- Музикални продуценти – Hoodini и Fang
- Изключителен продуцент – Fang
- Режисьор на видеото – Bashmotion